# القاعة الفنية في بريمن

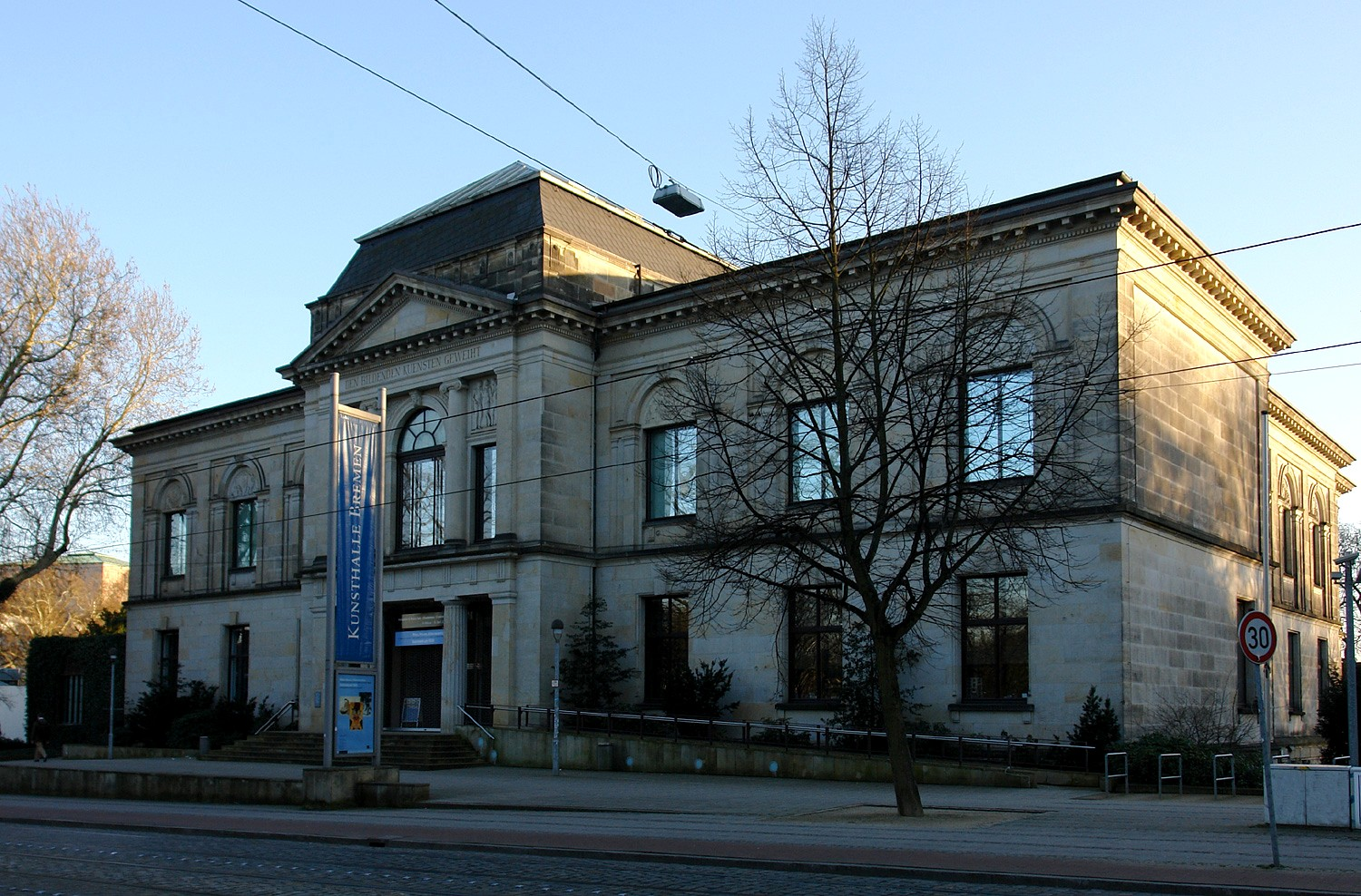
القاعة الفنية في بريمين (2007)

القاعة الفنية في بريمن (بالألمانية: Kunsthalle Bremen) هي متحف فني ألماني ذو أهمية كبيرة يقع في مدينة بريمن شمال ألمانيا، اكتسب سمعة طيبة من خلال إقامة العديد من المعارض الفنية.
يقع المتحف بالقرب من القلب القديم للمدينة في منطقة المنشآت الحائطية لمدينة بريمن. راعي المتحف هو الاتحاد الفني في بريمن، وتعتبر القاعة الفنية في بريمن بذلك المتحف الوحيد في ألمانيا الذي يمتلك أكبر وأشمل مجموعة فنية من القرن الرابع عشر وحتى القرن الواحد والعشرين.